# 安藤勇次郎
安藤 勇次郎（あんどう ゆうじろう、生年不明 - 慶応4年〈1868年〉1月）は、幕末の武士。新撰組平士、伍長、諸士調役。別名に雅次郎、雄次郎、勇太郎、勇二郎、勇三郎、主計。
上総（現在の千葉県）の出身。元治元年（1864年）6月の池田屋事件から11月までに新撰組に入隊した京坂募集組と推測される。11月では雅次郎と名乗っており、8番大砲組の平士であった（『第1次行軍録』）。慶応元年（1865年）5月の時点では雄次郎と名乗っており、新撰組の序列は148人中42位で、8番伍長であった（『山崎丞名簿』）。7月には勇次郎と称している（『英名録』）。
慶応元年（1865年）6月に入隊したばかりの上田末次、松浦多門、細井鹿之助ら3名が脱走したため、7月に新撰組は追っ手を差し向ける。この際、安藤は伊東甲子太郎、佐野七五三之助と共に東海道探索組に属し、7月29日に細井の実家のある尾張瀬戸村を訪れて3人が立ち寄っていないか尋問した（『島田魁日記』）。
慶応2年（1866年）9月12日、三条制札事件に出動し、12月に15両の報奨金を授かった。この頃は記録によると「7番組長」とあるが、7番組頭の原田左之助とは別記されているため、組長とは伍長の意であると推測されている。
慶応3年（1867年）6月に新撰組が幕臣に取り立てられた際、安藤は諸士調役に昇格しており、名も主計勇次郎と称している。慶応4年（1868年）1月、鳥羽・伏見の戦いで幕府軍が敗れると、新撰組は江戸に帰還するが、安藤は帰還した直後に江戸で病死した。最後は勇二郎と称していた（『元新撰組連名』）。